# 林少陽
林少陽 (Vincent Lam)，香港基金經理，財經專欄作家，為著名投資者東尼的徒弟，以價值投資方法選擇股票。

## 簡歷
林少陽1996年畢業於香港中文大學，取得經濟學學士。同年於《香港經濟日報》任財經記者，1998年，於《壹週刊》任財經記者。1999年自願減薪加入華富集團(Quamnet)任編輯，2001年獲東尼(Tony Measor)賞識，轉職為分析員及資產管理，升任QuamResearch主管，2006年擔任華富資產管理投資總監。他亦撰寫投資專欄，及協助翻譯東尼的財經著作為中文，東尼並成為其師傅。2002年7月12日至2004年12月31日期間，管理華富股票增長基金(私人基金)，於30個月內，扣除所有費用後基金淨增長71.31%。2005年，另一財經專欄作家蔡東豪撰寫《金錢之王》，選出林少陽與葉維義、鍾民穎、陸東和陳鎮洪為香港的「金錢之王」，並訪問了5人，使他為大眾熟悉。
2008年，林少陽被高薪挖角到美資對沖基金 Ramius Capital Asia 出任執行董事，但2008年底發生金融海嘯後，總公司決定縮減香港業務，令林少陽失業。
2009年，林少陽決定自立門戶，開設資產管理公司以立投資管理，並獲得其已退休師傅東尼大力支持。
林少陽亦於加拿大西安大略大學Richard Ivey School of Business取得工商管理碩士學位。
2015年，林少陽曾獲獨立的股評人評分機構《iStarPicks 有料股評》頒發《2015年中線投資表現金獎》。

## 投資專欄
林少陽撰寫多個投資理財專欄，刊載媒體包括《信報月刊》、《東周刊》、《快周刊》、《都市日報》及《 am730 》等。首本著作為與師傅東尼合著的《東尼投資哲學──實踐篇》，個人著作有《捕捉細價股──市場分析實戰》、《由3200元開始‧步上一億元財富之道》、《價值捍衛戰》等。

## 著作
- 《東尼投資哲學──實踐篇》(與東尼合著)
- 《東尼投資絕學》 (與東尼合著)，經要文化出版有限公司 ISBN 9789628863532
- 《捕捉細價股——市場分析實戰》，經要文化出版有限公司 ISBN 9789628747924
- 《步上一億元財富之道－－由投資3200開始》，天窗出版社，2006年7月 ISBN 9789889910396
- 《價值捍衛戰》，天窗出版社，2010年1月5日 ISBN 9789881887924

## 資料來源
1. 1 2  失業中年再搏命 林少陽 壹周刊，2009年4月30日
2. ↑  林少陽-價值透視 （页面存档备份，存于） Quamnet.com
3. ↑  2015年iStarPicks 星級股評人頒獎典禮
4. ↑  財星教理財之人生財富 林少陽 揀爆升股5心得 明報，2010年5月17日

## 外部連結
- 林少陽的投資表現評分、投資專欄 （页面存档备份，存于）
- 《iStarPicks 有料股評》官方網站 （页面存档备份，存于）